# Micrura magna
Micrura magna är en djurart som tillhör fylumet slemmaskar, och som beskrevs av Yuichi Yamaoka 1940. Micrura magna ingår i släktet Micrura och familjen Lineidae. Inga underarter finns listade i Catalogue of Life.